# 皇大神宮
皇大神宮（こうたいじんぐう）は、三重県伊勢市にある神社。伊勢神宮の2つの正宮のうちの1つである。一般には内宮（ないくう）と呼ばれる。式内社（大社）。

## 概要
豊受大神宮（外宮）とともに伊勢信仰の中心となる神社で、日本全国の神社で授与される神宮大麻はこの皇大神宮の神札である。
親王の結婚に際して、新婚旅行として「神宮に謁するの儀」が執り行われるのが通例となっている。複数の神社を参拝する場合、格の高い神社から低い神社の順が一般的だが、神宮の通常の神事は外宮、内宮の順で行う。これを外宮先祭と呼び、参拝も外宮、内宮の順で行うのが正しいといわれる。ただし式年遷宮の遷御は皇大神宮、豊受大神宮の順であり、奉幣（ほうへい）は豊受大神宮、皇大神宮の順である。
別宮として、境内に荒祭宮と風日祈宮、境外に月讀宮、瀧原宮と伊雑宮のほか、境内・境外に27社・33座の摂社、16社・16座の末社、30社・30座の所管社を有する。
建物は豊受大神宮と同様に外側から板垣・外玉垣・内玉垣・瑞垣の四重垣に囲まれ、南北の門に宿衛屋が置かれている。建物は神職が交代勤務で24時間、警備・管理を行っている。
最寄駅は近鉄鳥羽線の五十鈴川駅。内宮の鳥居前町であるおはらい町（おかげ横丁）は伊勢市を代表する観光名所である。

## 祭神
主祭神

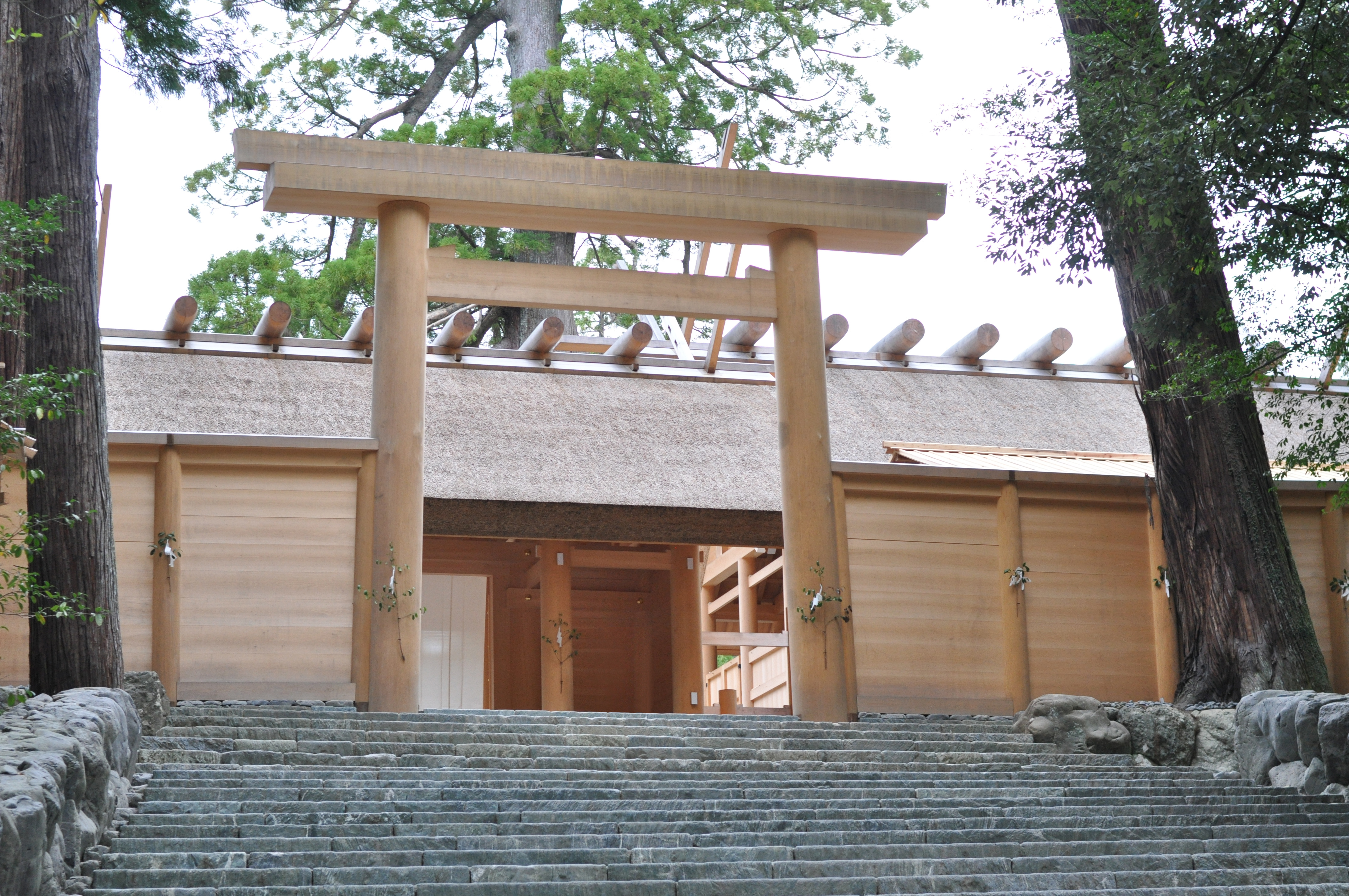
正宮（2013年10月）
中央に見える鳥居を「板垣南御門」、鳥居の両側の玉垣を「板垣」、鳥居の奥に見える建築物を「外玉垣南御門」、手前にある石段を「石階」という。

- 天照坐皇大御神 （あまてらしますすめおおみかみ、天照大御神）

三種の神器の1つ・八咫鏡を神体とする。
相殿神
- 天手力男神 （あめのたぢからおのかみ）

左方に祀る。弓を神体とする。
- 万幡豊秋津姫命 （よろづはたとよあきつひめのみこと）

右方に祀る。剣を神体とする。

## 歴史
『日本書紀』によれば、天照大神は宮中に祀られていたが、崇神天皇6年、笠縫邑に移し豊鍬入姫命に祀らせた。垂仁天皇25年、倭姫命が後を継ぎ、御杖代として天照大御神を祀るための土地を求めて各地を巡った。この経路は『日本書紀』にあまり記述がないが、鎌倉時代初期成立と考えられる『倭姫命世記』には詳述されており、その途中に一時的に鎮座した場所は元伊勢と呼ばれる。垂仁天皇26年、伊勢国にたどり着いたとき、「是の神風（かむかぜ）の伊勢の国は常世の波の重浪（しきなみ）の帰する国なり。傍国の可怜し国（うましくに）なり、この国におらんと欲ふ（この国に留まりたいと思う）」という天照大御神の神託があり、倭姫命は五十鈴川上流の現在地に祠を建てて祀り、磯宮と称したのが皇大神宮の始まりという。鎮座地に関して、伊勢では河川の氾濫が頻発して低湿地が広がっているため、内宮は水害に遭いにくい河岸段丘上に建てられたという説が挙げられている。
明治時代までは、僧侶の姿で正宮に接近することは許されず、川の向こうに設けられた僧尼拝所から拝むこととされ、西行も僧尼拝所で神宮を拝み、感動の涙を流したという。荒木田氏が祠官を世襲していたが、明治以降は世襲制が廃止された。1945年（昭和20年）7月29日、宇治山田空襲により宇治山田市は甚大な被害を蒙った。内宮にも40機ほどの編隊でアメリカ軍機が神域に迫り、次第に照準が正確になってきたが、内宮の神域に差し掛かったところで焼夷弾は五十鈴川対岸の山に吸い込まれるように流れていった。この「奇跡」により内宮に被害はなく、神職は「ご神威」に涙したという。第二次世界大戦後は元皇族の女性が代々の祭主をつとめている。

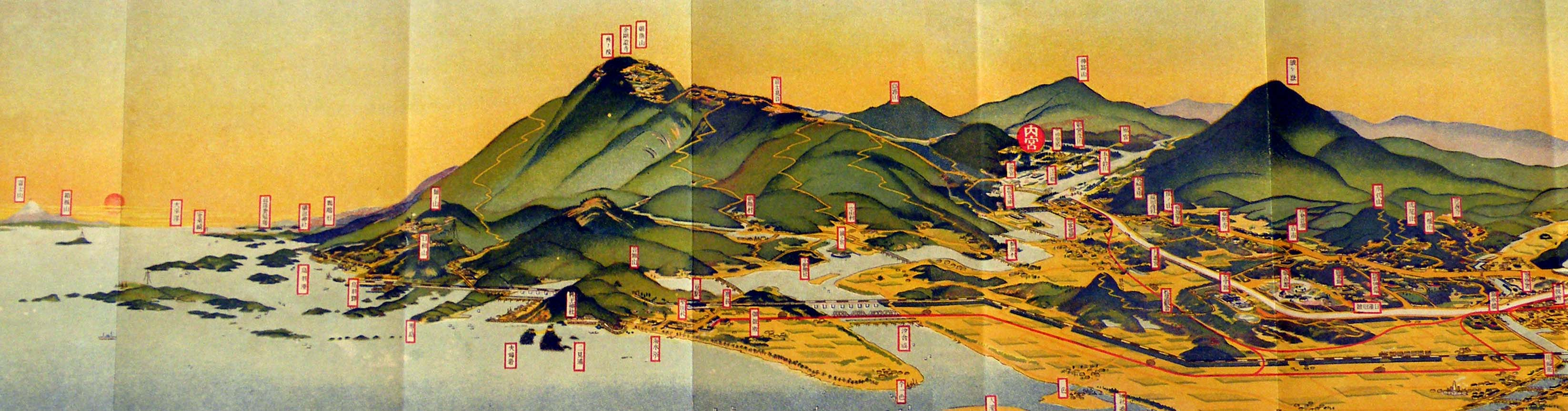
吉田初三郎筆『伊勢名所図絵』（1919年、部分）

## 境内

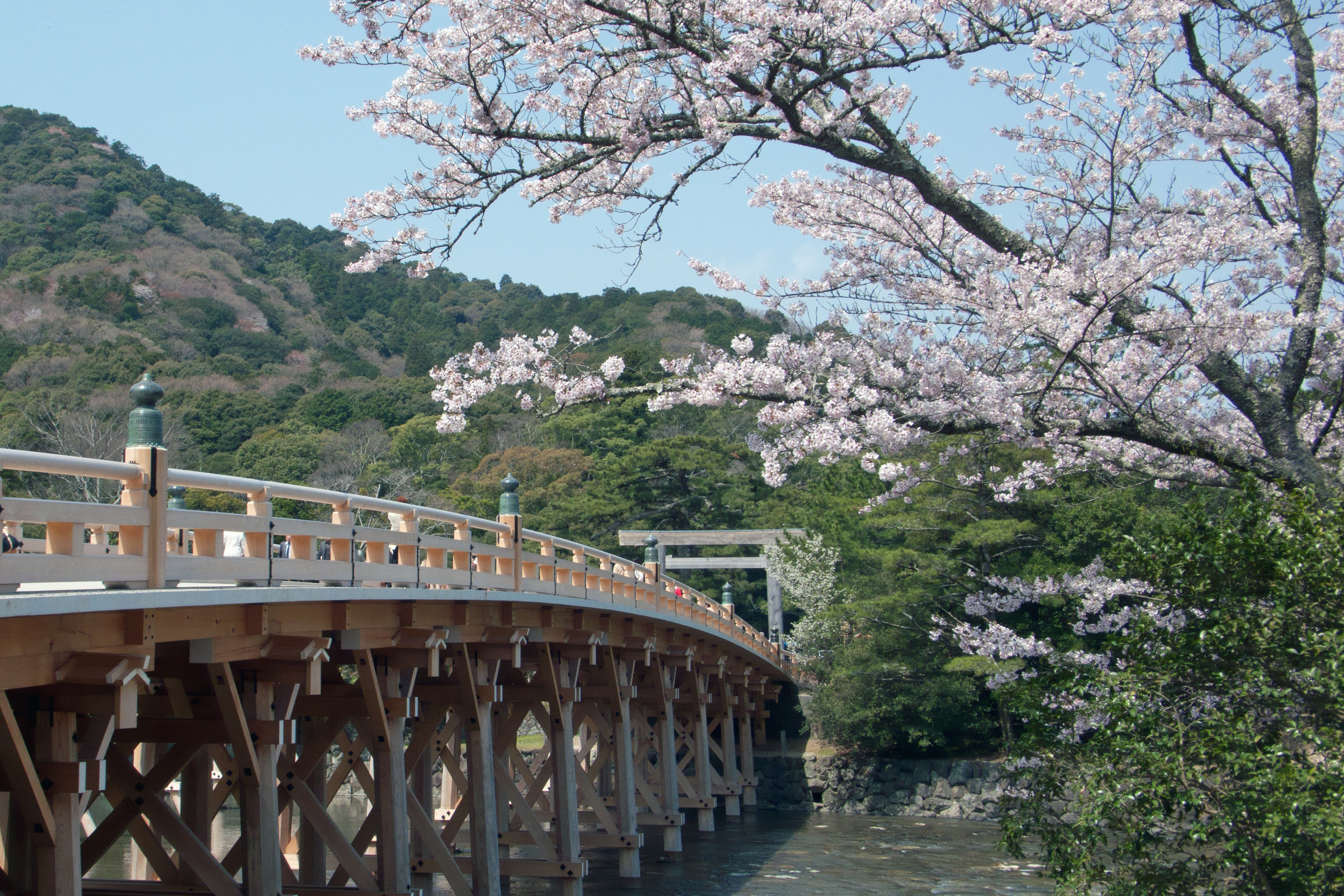
宇治橋（2010年4月）

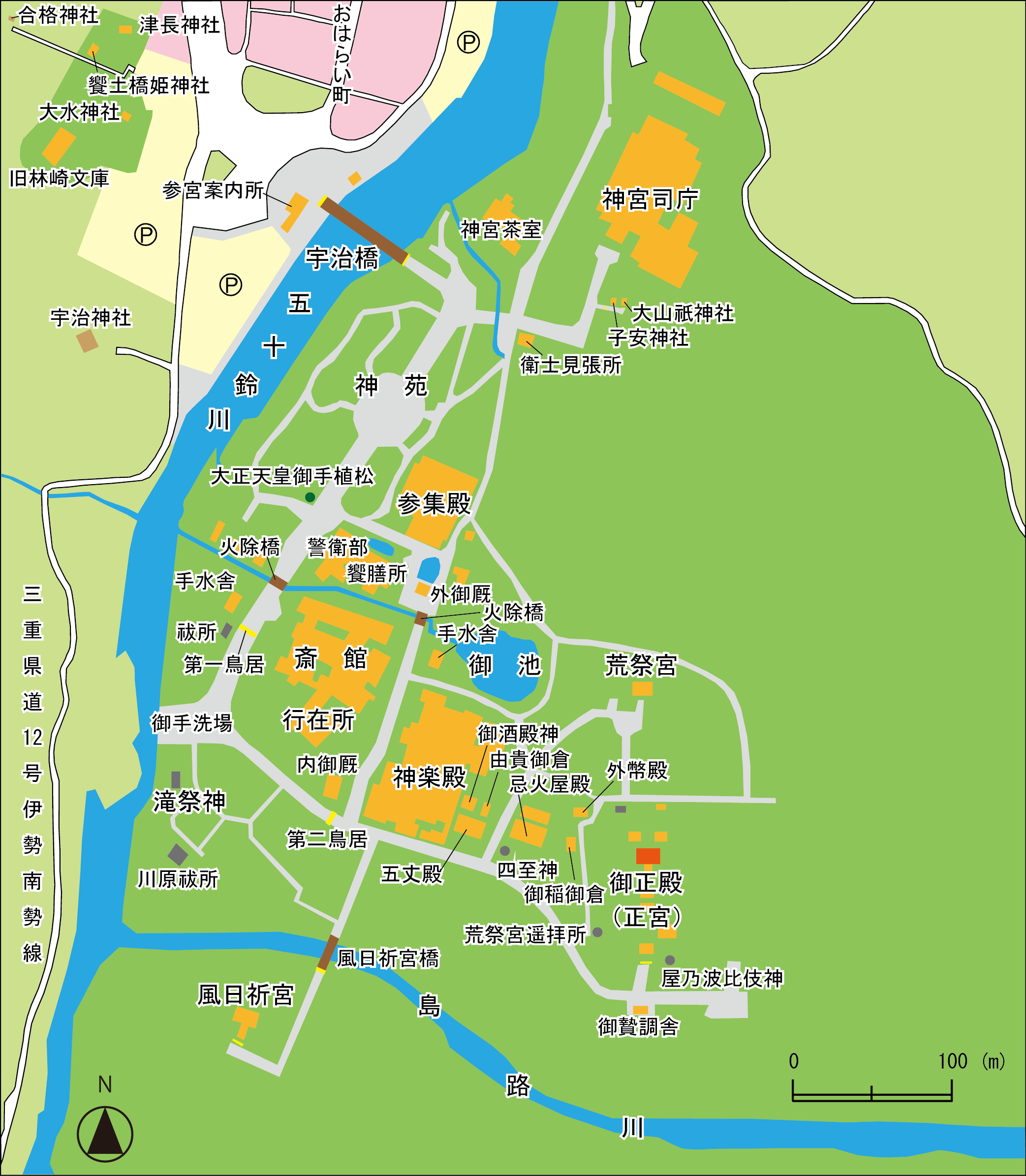
内宮境内の地図

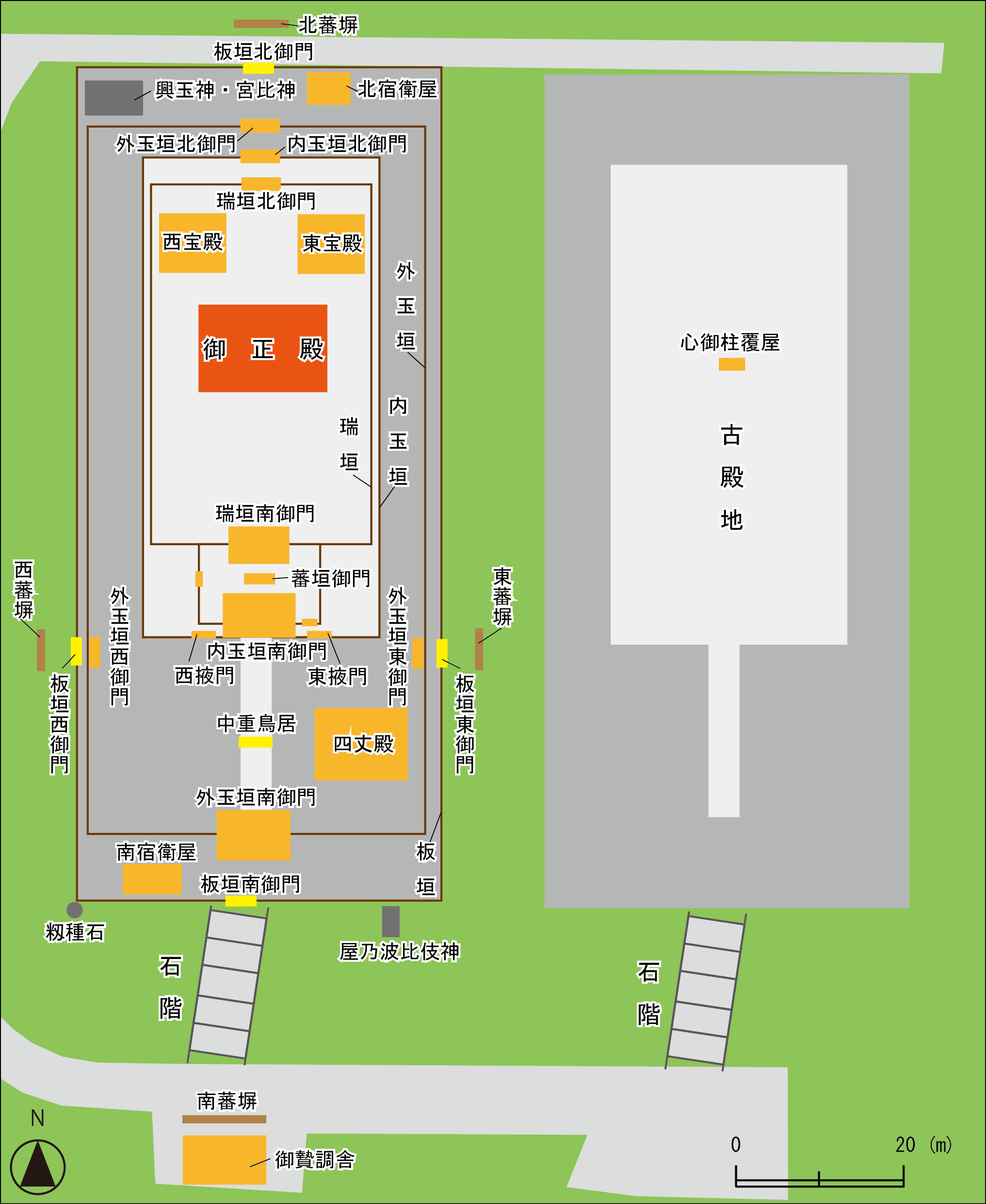
内宮御垣内の地図

宇治橋の内側には正宮（しょうぐう）のほか別宮の荒祭宮と風日祈宮、所管社の滝祭神（たきまつりのかみ）・酒の神様を祀る御酒殿神（みさかどののかみ）・御稲御倉（みしねのみくら）・神嘗祭の時に神々の食事の御料を納めた由貴御倉（ゆきのみくら）・宮域の守護神を祀る四至神（みやのめぐりのかみ）がある。宇治橋の東に所管社の大山祇神社（おおやまつみじんじゃ）と子安神社（こやすじんじゃ）、丘の上には神宮の祭祀をはじめとするすべての事務を取り扱う神宮司庁（じんぐうしちょう）庁舎がある。
社地の面積は外宮の10倍ほどあり、外宮と異なり右側通行である。境内には神饌を調理する忌火屋殿（いみびやでん）、正宮に供える神饌を調理する儀式を行う御贄調舎（みにえちょうしゃ）、撤下された神宝を保管する外幣殿（げへいでん）、摂末社の遥祀などを行なう五丈殿（ごじょうでん）がある。ほかに祭主・神職が潔斎をする斎館（さいかん）と天皇が宿泊する行在所（あんざいしょ）、皇族から奉納された神馬を飼育する内御厩（うちのみうまや）・外御厩（そとのみうまや）がある。
神楽殿（かぐらでん）では私祈祷の神楽が行なわれ、希望者は奉納ののちに饗膳所（きょうぜんしょ）で直会を行える。神楽殿の神札授与所（おふだじゅよしょ）では神楽の受付のほかにお札・お守り・神宮暦・御朱印の授与などを行なっている。参拝者の休憩所の参集殿（さんしゅうでん）では湯茶が用意されているほか参宮記念品の授与も行っている。
正宮は石段を上がった高台に鎮座するが、写真撮影は石段の下までしか許可されていない。石段の下には祭事にアワビを調理する御贄調舎（みにえちょうしゃ）がある。石段を上ると板垣が巡らされ、中央に鳥居のある板垣南御門（いたがきみなみごもん）をくぐって中に入る。板垣南御門の外、石階東側に、南向きに屋乃波比伎神（やのはひきのかみ）が石畳の上に祀られ、神庭を守護している。
板垣の内側を御垣内（みかきうち）と言い、その面積は6,807m2である。天照大御神が祀られる御正殿はさらに外玉垣（とのたまがき）、内玉垣、瑞垣（みずがき）に囲まれており、一般参拝者は白い絹でできた御幌（みとばり）のかけられた外玉垣南御門で参拝する。参拝の作法は「二拝二拍手一拝」である。
外玉垣の内側、内玉垣の外側には、八重榊（やえさかき）で装飾された中重鳥居（なかえのとりい）と、その東側に奉幣の際に幣帛（へいはく）の点検を行う四丈殿がある。瑞垣の内側は内院と呼ばれる最も清浄な神域であり、その中央部に御正殿が建つ。御正殿は、「唯一神明造」という神明造の中でも伊勢神宮にのみ許された造形で作られている。御正殿の背後には、幣帛などを奉納する東宝殿（とうほうでん）と神宝を奉納する西宝殿（さいほうでん）がある。御垣内の北西端にある石畳には、正宮を守護する興玉神（おきたまのかみ）と宮比神（みやびのかみ）が祀られている。

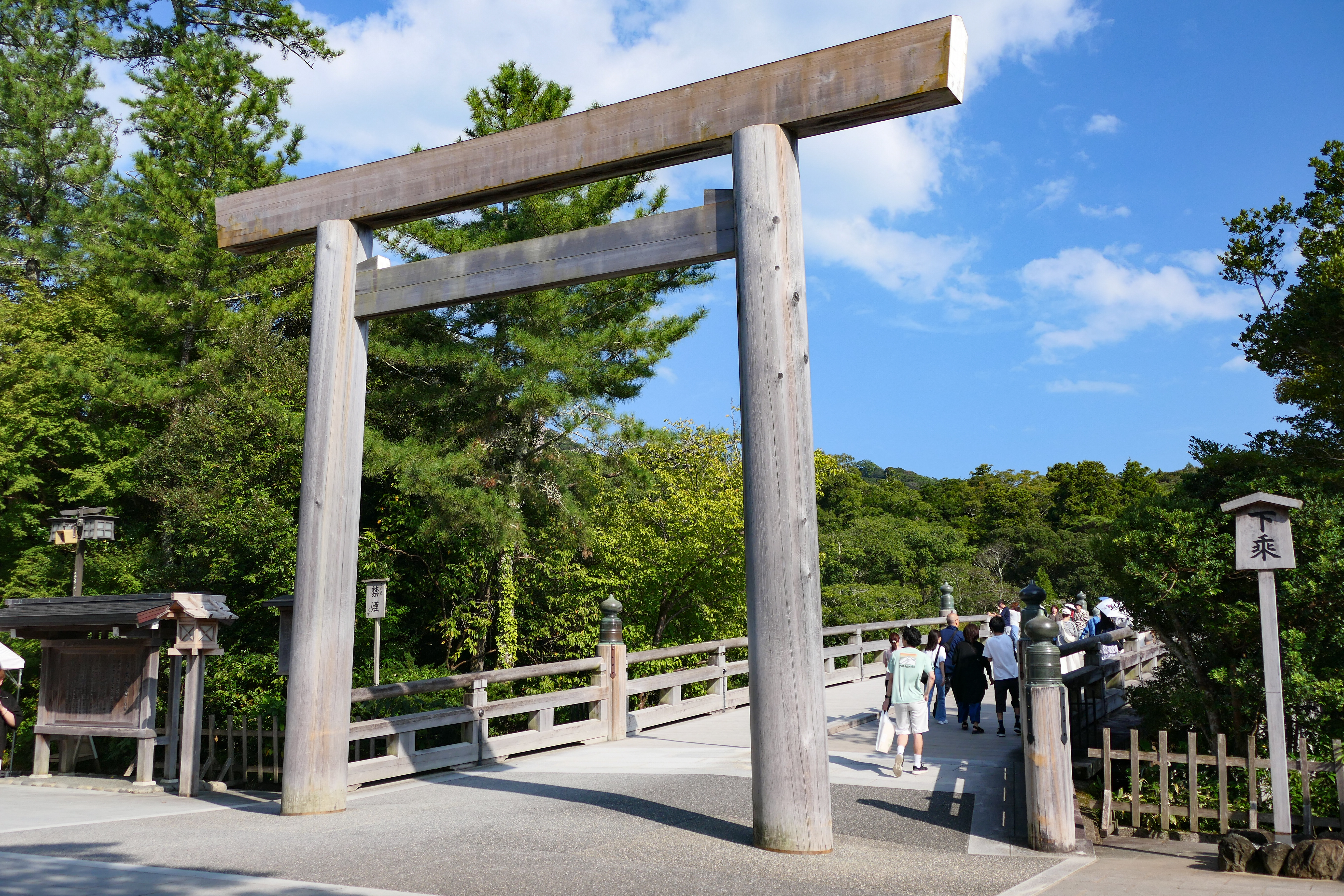
鳥居と宇治橋（2023年9月）
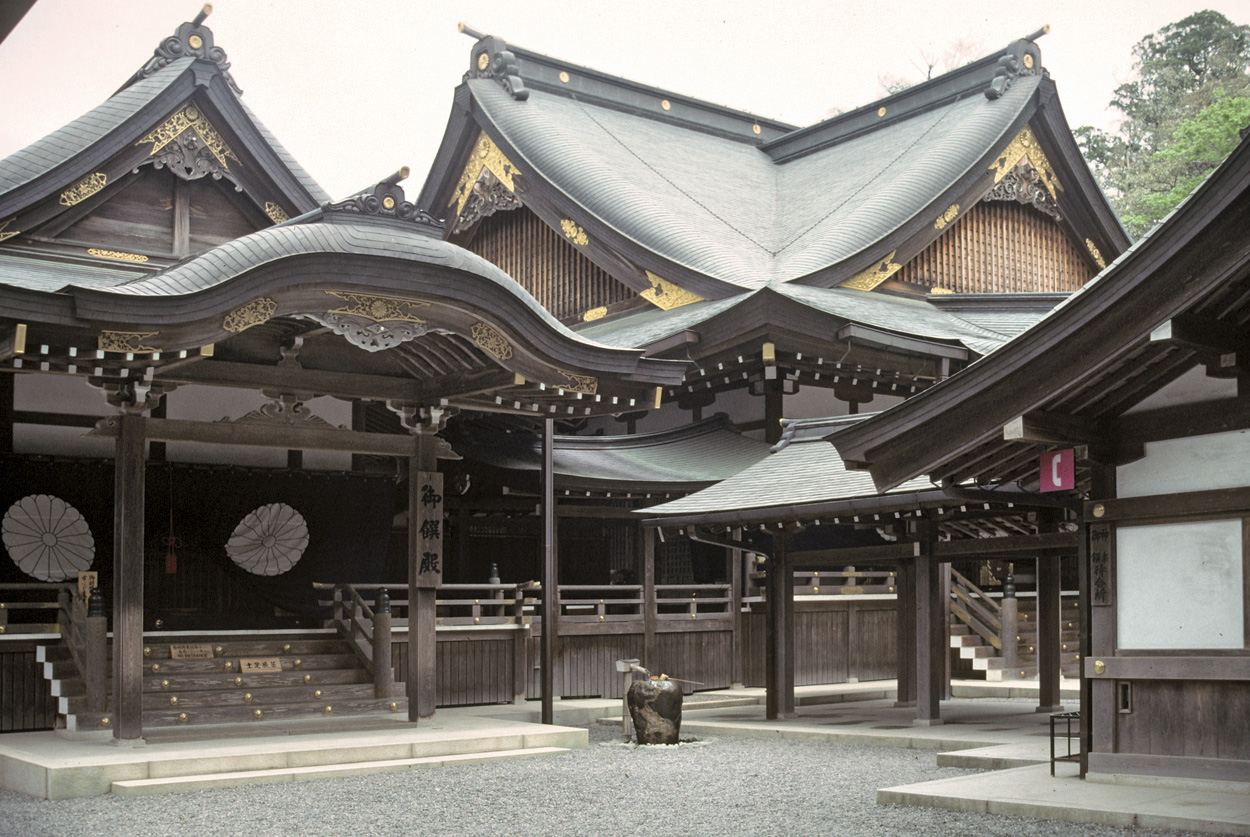
神楽殿 （2005年7月）
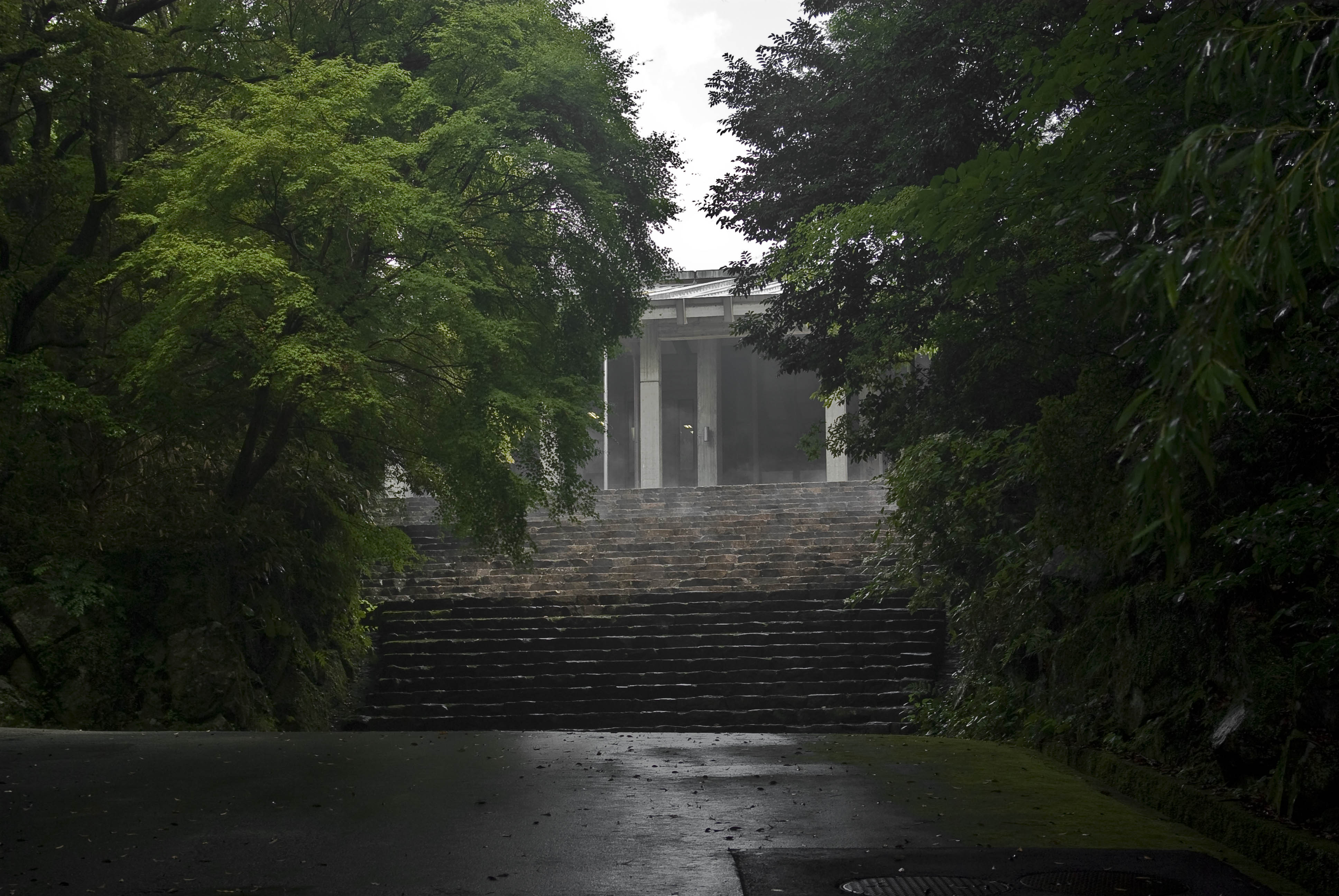
神宮司庁庁舎 （2011年8月）

## 摂末社

### 内宮別宮
別宮（べつぐう）は「正宮のわけみや」の意味で、神宮の社宮のうち正宮に次いで尊いとされる。計10宮。
| - 荒祭宮 （あらまつりのみや） - 式内社（大） - 鎮座地：内宮境内（北緯34度27分22.05秒 東経136度43分29.90秒 / 北緯34.4561250度 東経136.7249722度） - 月讀宮 （つきよみのみや） - 式内社（大） - 鎮座地：伊勢市中村町（北緯34度28分24.67秒 東経136度43分43.78秒 / 北緯34.4735194度 東経136.7288278度） - 月讀荒御魂宮 （つきよみあらみたまのみや） - 式内社（大） - 鎮座地：月讀宮境内 - 伊佐奈岐宮 （いざなぎのみや） - 式内社（大） - 鎮座地：月讀宮境内 - 伊佐奈弥宮 （いざなみのみや） - 式内社（大） - 鎮座地：月讀宮境内 | - 瀧原宮 （たきはらのみや） - 式内社（大） - 鎮座地：度会郡大紀町（北緯34度21分58.68秒 東経136度25分33.34秒 / 北緯34.3663000度 東経136.4259278度） - 瀧原竝宮 （たきはらならびのみや） - 鎮座地：瀧原宮境内 - 伊雑宮 （いざわのみや） - 式内社（大）論社 - 鎮座地：志摩市磯部町上之郷（北緯34度22分48.69秒 東経136度48分32.24秒 / 北緯34.3801917度 東経136.8089556度） - 風日祈宮 （かざひのみのみや） - 鎮座地：内宮境内（北緯34度27分15.04秒 東経136度43分21.29秒 / 北緯34.4541778度 東経136.7225806度） - 倭姫宮 （やまとひめのみや） - 鎮座地：伊勢市楠部町（北緯34度29分9.21秒 東経136度43分22.30秒 / 北緯34.4858917度 東経136.7228611度） |
| 節内の全座標を示した地図 - OSM | |
| 節内の全座標を出力 - KML | |
| 表示 | |

### 内宮摂社
摂社（せっしゃ）は、『延喜式神名帳』に記載されている神社（正宮、別宮を除く）。定義では摂社は全て式内社となるが、戦国時代にほぼすべてが廃絶となり、江戸時代の寛永年間（1630年代）から明治初頭（1870年代）にかけて復興されたため、式内社の比定地とされる場合がある。計27社。
| - 朝熊神社 （あさくま-） - 朝熊御前神社 （あさくまみまえ-） - 園相神社 （そない-） 2座 - 鴨神社 （かも-） 2座 - 田乃家神社 （たのえ-） - 田乃家御前神社 （たのえみまえ-） - 蚊野神社 （かの-） - 蚊野御前神社 （かのみまえ-） - 湯田神社 （ゆた-） 2座 - 大土御祖神社 （おおつちみおや-） - 国津御祖神社 （くにつみおや-） - 朽羅神社（くちら-） - 宇治山田神社 （うじようだ-） - 津長神社 （つなが-） | - 堅田神社 （かただ-） - 大水神社 （おおみず-） - 江神社 （え-） - 神前神社 （こうざき-） - 粟皇子神社 （あわみこ-） - 川原神社 （かわら-） - 久具都比賣神社 （くぐつひめ-） 3座 - 奈良波良神社 （ならはら-） - 棒原神社 （すぎはら-） 2座 - 御船神社 （みふね-） - 坂手国生神社 （さかてくなり-） - 狭田国生神社 （さたくなり-） - 多岐原神社 （たきはら-） |

### 内宮末社
末社（まっしゃ）は、『延暦儀式帳』に記載されている神社（正宮、別宮、摂社を除く）。計16社。
| - 鴨下神社 （かもしも-） - 津布良神社 （つぶら-） - 葭原神社 （あしはら-） - 小社神社 （おごそ-） - 許母利神社 （こもり-） - 新川神社 （にいかわ-） - 石井神社 （いわい-） - 宇治乃奴鬼神社（うじのぬき-） | - 加努弥神社 （かぬみ-） - 川相神社 （かわあい-） - 熊淵神社 （くまぶち-） - 荒前神社 （あらさき-） - 那自賣神社 （なじめ-） - 葦立弖神社 （あしだて-） - 牟弥乃神社 （むみの-） - 鏡宮神社 （かがみのみや-） |

### 内宮所管社
所管社（しょかんしゃ）は、正宮・別宮・摂社・末社以外の神社。計30社。
| - 滝祭神 （たきまつりのかみ） - 興玉神 （おきたまのかみ） - 宮比神 （みやびのかみ） - 屋乃波比伎神 （やのはひきのかみ） - 御酒殿神 （みさかどののかみ） - 御稲御倉 （みしねのみくら） - 由貴御倉 （ゆきのみくら） - 四至神 （みやのめぐりのかみ） | - 神服織機殿神社 （かんはとりはたどの-） - 式内社 - 神服織機殿神社末社八所 - 神麻続機殿神社 （かんおみはたどの-） - 式内社 - 神麻続機殿神社末社八所 - 御塩殿神社 （みしおどの-） - 饗土橋姫神社 （あえどはしひめ-） - 大山祇神社 （おおやまつみ-） - 子安神社 （こやす-） |

## 境内の動物

### 神鶏

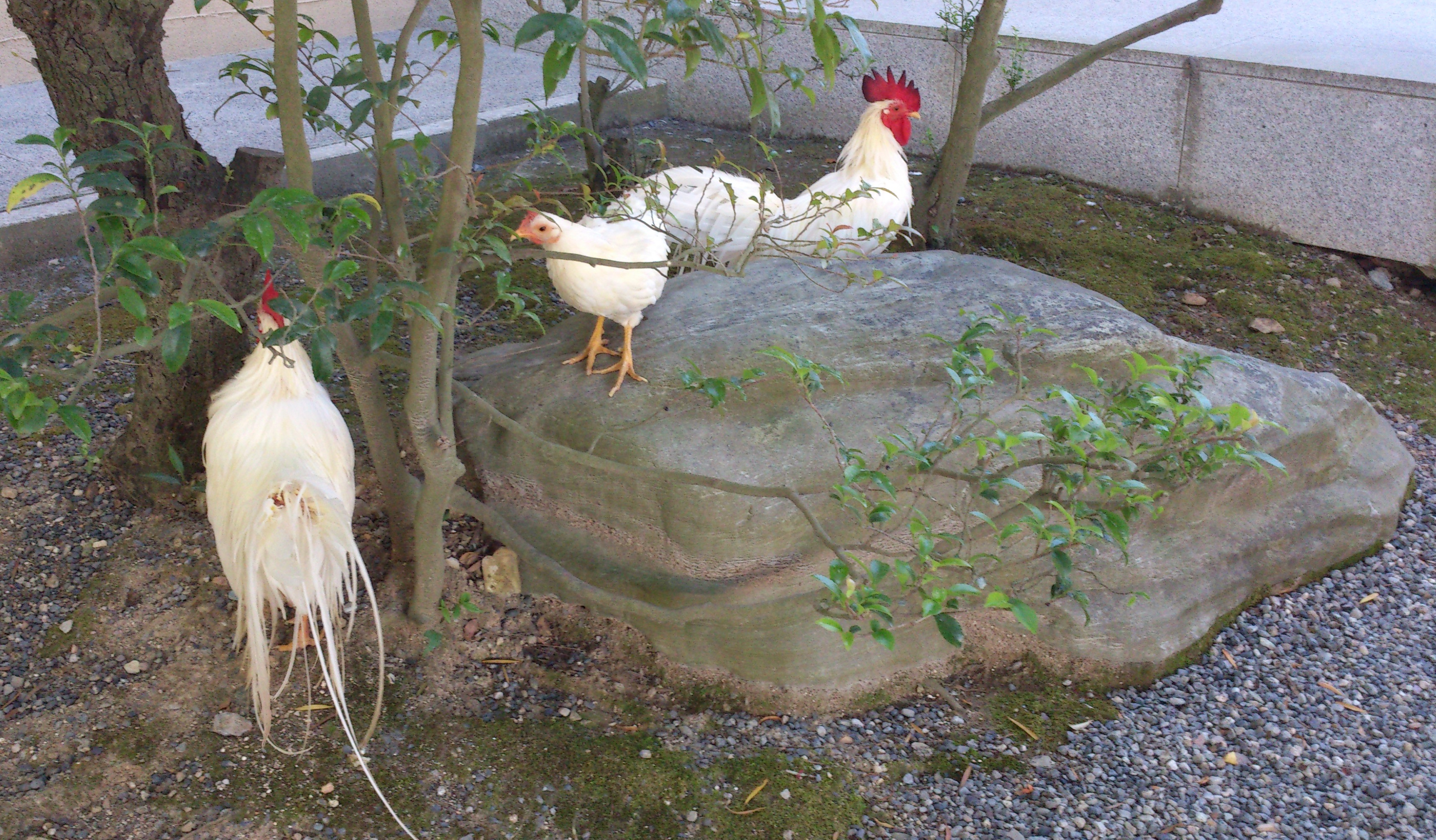
神鶏

境内では、神の使いとしてニワトリが放し飼いにされている。神の使いとされるのは、天照大御神が、岩戸から出る際に鳴いたとされ、太陽の昇る事を告げる鳥とされているためである。
三重県など8県の愛鶏家が結成する神宮奉納鶏保存会が内宮に神鶏を奉納している。2011年（平成23年）6月5日の奉納では小国鶏のつがい2組（4羽）とチャボ・オナガドリなど25羽が奉納され、境内に放鳥された。神鶏は木の上に止まり眠る。
式年遷宮の諸祭では、つがい22組44羽のニワトリが神使いをする。遷宮祭では、容姿・鳴き声ともに優れ、健康であるが祭典中はおとなしく気品良く振る舞い、可能な限り尾の長い純粋な日本のニワトリであることが条件とされる。各祭典でつがい1組のニワトリが「生調」（いきみつき）として竹の丸かごに入れて供えられ、祭典が終わると神苑に放鳥される。

### 神馬

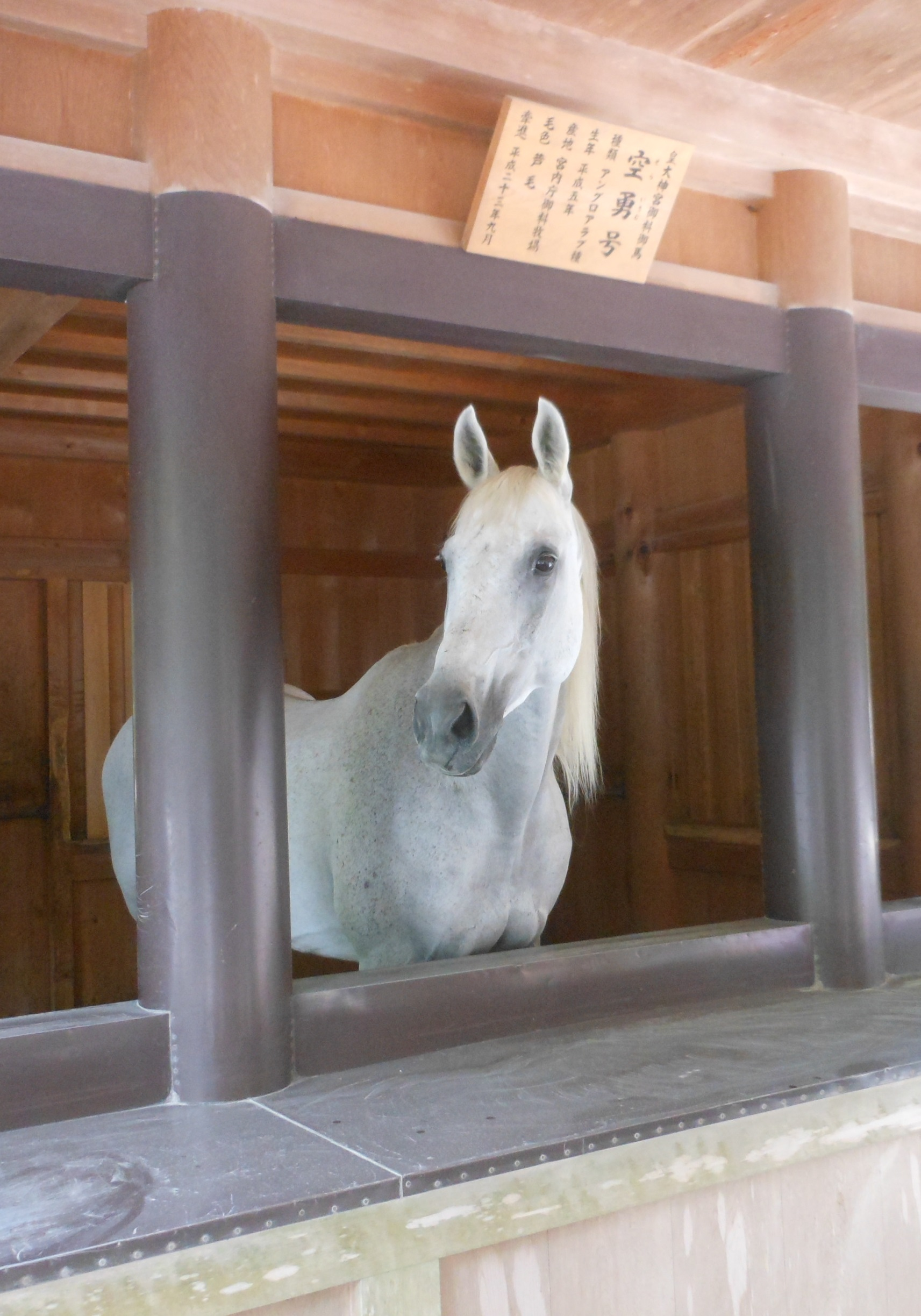
神馬「空勇号」

内宮では皇室から奉納された2頭の神馬を飼育している。御厩（みうまや）にいることもあるが、天候や神馬の体調によりいない場合もある。地元では「お馬さま」と敬称で呼ばれ、写真を撮影されても動じることはないが、ストロボ撮影は禁止されている。
毎月1日・11日・21日には正宮へ参拝する「神馬牽参」（しんめけんざん）が行われる。午前8時前後、神職に伴われ神馬が正宮へ進み、石段の前で正宮にお辞儀をする。神馬牽参の際、神馬は菊の御紋が入った馬衣（うまぎぬ）を身に付ける。
外宮でも内宮同様に2頭の神馬が飼育され、同日に神馬牽参を行う。

## 現地情報

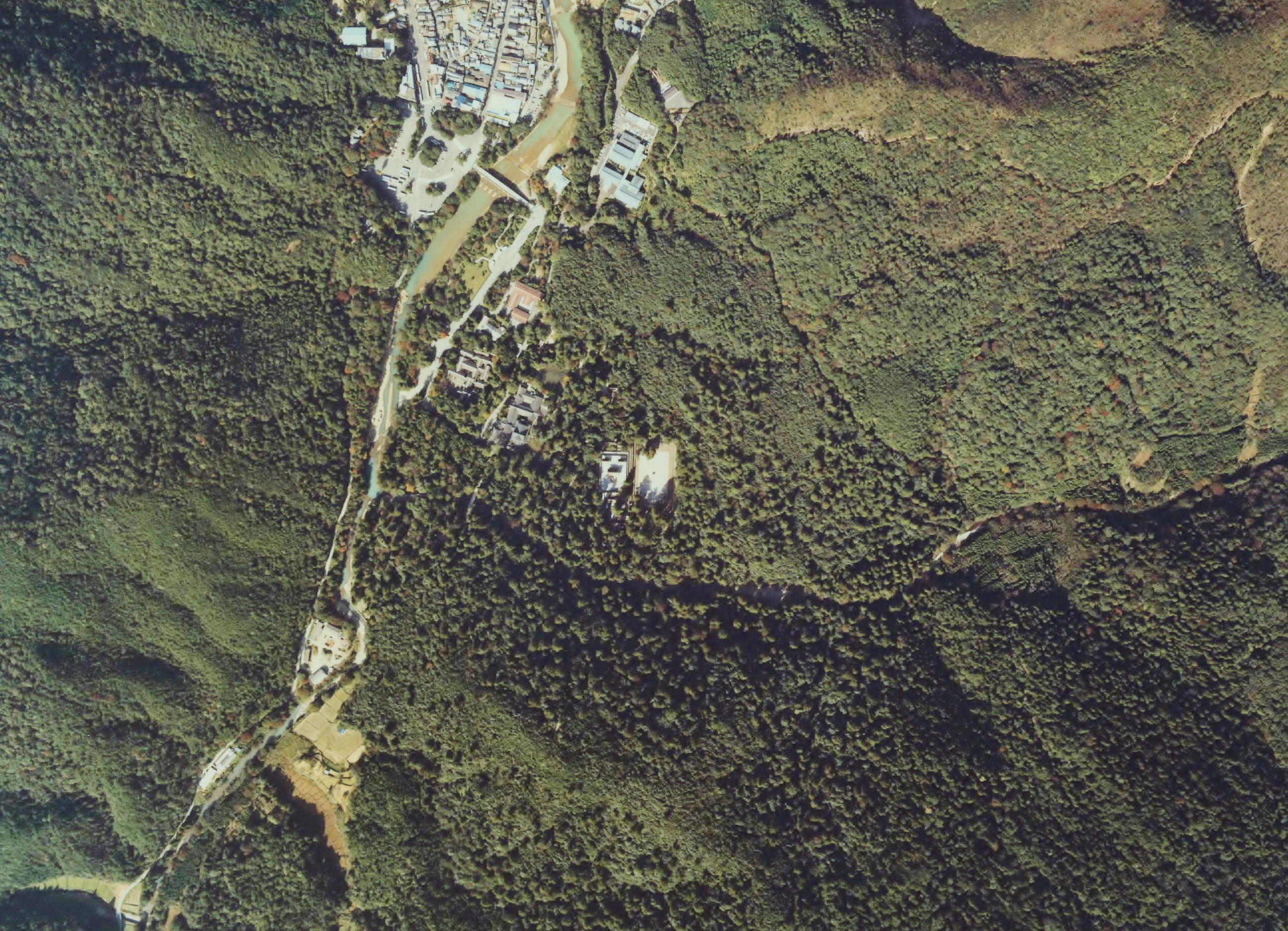
内宮付近の空中写真。1983年撮影。
。

所在地
- 三重県
 伊勢市宇治館町1

交通アクセス
鉄道
- 最寄駅：近鉄鳥羽線 五十鈴川駅
  - 徒歩：約30分
  - バス：約10分 - 宇治山田駅・伊勢市駅・外宮からの路線
- 近鉄山田線・鳥羽線 宇治山田駅
  - バス：約15分
- JR東海参宮線・近鉄山田線 伊勢市駅
  - バス：約15分

車
- 伊勢自動車道 伊勢西ICから、三重県道32号伊勢磯部線（御木本道路）を南へ、のち「浦田」交差点から伊勢街道を南へ
- 駐車場：宇治橋周辺の参拝者用駐車場を利用
  - 混雑時には自家用車は浦田町交差点から内宮方面へ進入禁止の規制が行われるため、宇治浦田町の伊勢市営駐車場や、近隣の三重交通G スポーツの杜 伊勢（三重県営総合競技場、五十鈴公園）に併設されている駐車場などを利用（有料）
  - 初詣の期間には大晦日深夜より正月三が日を含む数日間は、三重県営サンアリーナ駐車場とバス専用レーンを利用したパークアンドライドが行われている（2003年初詣期間以降）。またゴールデンウイーク期間中も同様にパークアンドライドが実施されている（2010年現在）。